# Prisma triangular biaumentado
En geometría, el prisma triangular biaumentado es uno de los sólidos de Johnson (J50). Como sugiere su nombre, puede construirse aumentando un prisma triangular fijando pirámides cuadradas (J1) a dos de sus caras ecuatoriales.
Tiene relación con el prisma triangular aumentado (J49) y el prisma triangular triaumentado (J51).
Los 92 sólidos de Johnson fueron nombrados y descritos por Norman Johnson en 1966.